# Rhomborhina bousqueti
Rhomborhina bousqueti är en skalbaggsart som beskrevs av Alexis och Delpont 1998. Rhomborhina bousqueti ingår i släktet Rhomborhina och familjen Cetoniidae. Utöver nominatformen finns också underarten R. b. vietnamica.